# Överby, Eckerö
Överby är en by i Eckerö på Åland. Överby har 104 invånare (2018) och är kommunens administrativa centrum. Byn ligger mellan Kyrkoby i väster och Marby i öster.

## Etymologi
Namnet Överby syftar på att byn ligger längre in på ön än Kyrkoby.

## Befolkningsutveckling
| Befolkningsutvecklingen i Överby 2000–2015 | Befolkningsutvecklingen i Överby 2000–2015 | Befolkningsutvecklingen i Överby 2000–2015 | Befolkningsutvecklingen i Överby 2000–2015 | Befolkningsutvecklingen i Överby 2000–2015 |
| ------------------------------------------ | ------------------------------------------ | ------------------------------------------ | ------------------------------------------ | ------------------------------------------ |
|                                            |                                            |                                            |                                            |                                            |
| År                                         |                                            |                                            | Folkmängd                                  |                                            |
| 2000                                       | 2000                                       |                                            | 101                                        |                                            |
| 2005                                       | 2005                                       |                                            | 108                                        |                                            |
| 2010                                       | 2010                                       |                                            | 107                                        |                                            |
| 2015                                       | 2015                                       |                                            | 104                                        |                                            |